# Nataša Lichnerová
Nataša Lichnerová, rodným jménem Dekanová (* 30. srpna 1949 Bratislava) je československá hráčka basketbalu. Je vysoká 186 cm. Je zařazena na čestné listině mistrů sportu.

## Sportovní kariéra
V basketbalovém reprezentačním družstvu Československa v letech 1969 až 1971 hrála celkem 59 utkání a má podíl na dosažených sportovních výsledcích. Zúčastnila se Mistrovství světa 1971 v Brazílii – 2. místo a Mistrovství Evropy 1970, na nichž získala stříbrnou medaili za druhé místo na MS v roce 1971 a páté místo na ME v roce 1970. Na Mistrovství Evropy juniorek v roce 1967 (Sardinie, Itálie) s družstvem Československa získala za druhé místo titul vicemistra Evropy.
V československé basketbalové lize žen hrála celkem 14 sezón (1966–1982), z toho 11 sezón za družstvo Lokomotiva Bratislava (1966–1978), s nímž získala v ligové soutěži dvě druhá místa (1968, 1969) a jedno třetí místo (1970). Tři sezóny (1979–1982) hrála za SCP Ružomberok. Je na 7. místě v dlouhodobé tabulce střelkyň československé ligy žen za období 1963–1993 s počtem 4239 bodů.

## Sportovní statistika

### Kluby
- 1966-1978 Lokomotiva Bratislava, 11 sezón, celkem 3 medailová umístění: 2x vicemistryně Československa (1968, 1969), 3. místo (1970), 4. (1970), 3x 5. (1967, 1971, 1973), 2x 6. (1974, 1975), 7. (1978), 8. (1976)
- 1979-1982 SCP Ružomberok, 3 sezóny, 2x 6. místo (1980, 1981), 7. (1982)

### Československo
- Mistrovství světa: 1971 Sao Paulo, Brazílie (50 bodů /8 záoasů) 2. místo
- Mistrovství Evropy: 1970 Rotterdam. Holandsko (36 /6) 5. místo
- 1969-1971 celkem 59 mezistátních zápasů, na MS a ME celkem 86 bodů v 14 zápasech
- Titul mistryně sportu